# Conséquences de la pandémie de Covid-19 sur le secteur culturel
Ne doit pas être confondu avec Pandémie de Covid-19 dans l'art et la culture qui parle des représentations artistiques de la pandémie.
La pandémie de Covid-19 a eu de nombreuses conséquences sur le secteur culturel.

## Audiovisuel

### Cinéma
La pandémie de Covid-19 a eu un impact substantiel sur l'industrie cinématographique en 2020, reflétant ses impacts dans tous les secteurs artistiques (en). Partout dans le monde et à des degrés divers, les salles de cinéma ont été fermées, les festivals ont été annulés ou reportés et les sorties de films ont été reportées à des dates futures ou retardées indéfiniment. En raison de la fermeture des cinémas, le box-office mondial a chuté de milliards de dollars et le streaming est devenu plus populaire, tandis que le stock des salles de cinéma a également chuté de manière spectaculaire. Les sorties en salles de nombreux blockbusters initialement prévues entre mars et novembre 2020 ont été reportées ou annulées dans le monde entier, les productions cinématographiques étant également interrompues.

### Télévision
Le groupe audiovisuel Mediawan lance le 6 avril, une nouvelle chaîne de télévision éphémère #ALaMaison qui propose durant le confinement, des programmes éducatifs et familiaux et contribue au soutien des soignants. Elle est diffusée par quatre principaux fournisseurs d’accès, ainsi que par Canal+, Fransat et Molotov TV.

## Radio
En matière de radio, on assiste à diverses adaptations :
- Télétravail du personnel[8], certaines radios montrant des animateurs confinés chez eux, à l'instar de Fun Radio[9] ;
- Syndication de programmes, comme sur le réseau France Bleu[10] ;
- Stations placées en quarantaine, comme France Bleu Normandie (Seine-Maritime - Eure), France Bleu Normandie (Calvados - Orne) et France Bleu Belfort Montbéliard[10],[11] ;
- Du 17 mars au 19 avril, la Maison de la Radio ferme ses portes au public[12] ;
- NRJ Group ferme ses stations locales mais assure la diffusion de programmes nationaux[13] ;
- Des radios adaptent leurs programmes, comme Radio Classique qui propose, dans l'émission de Franck Ferrand, les programmes scolaires de l'Éducation nationale[14] ;
- Des radios locales d'Occitanie se regroupent pour défendre leurs intérêts auprès du public et des institutions économiques et administratives[15] ;
- Un chœur virtuel géant est constitué le 9 mai 2020 à partir de contributions d'auditeurs interprétant La Javanaise et avec l'appui des formations musicales de Radio France[16].

## Humour
À cause du premier confinement national, sur les réseaux sociaux, les notes d'humour circulent avec notamment la création de détournements d'images cultes, d'astuces, de blagues d'internautes ainsi que de nombreux mèmes,.
Durant cette période, chaque soir à 20 h, depuis son appartement parisien, le comédien Noam Cartozo anime Questions pour un balcon avec ses voisins en direct sur Instagram, une parodie de l'émission Questions pour un champion,.
Le 21 avril 2020, le groupe Les Goguettes cartonne (4 600 000 vues au 15 octobre 2020) avec sa parodie T'as voulu voir le salon sur l'air de la chanson Vesoul de Jacques Brel portant sur le vécu de la période de confinement due au coronavirus.

## Festivals et festivités
De nombreux événements sont annulés ou reportés en raison de la pandémie, notamment :
- Le défilé du Nouvel An chinois de 2020 à Paris[25] ;
- Les deux derniers jours du Carnaval de Venise sont annulés à cause de l'explosion de la pandémie dans l'Italie du Nord[26] ;
- L'édition 2020 du Festival Canneséries est reportée en octobre[27] ;
- L'édition 2020 de Tomorrowland Winter est annulée[28],[29] ;
- L'International Indian Film Academy, équivalent des Oscars pour Bollywood, qui devait se tenir le 27 mars à Indore, est annulé[30] ;
- Les InterENS culturelles (InterQ) de 2020 à Ulm ;
- Les défilés de la Saint-Patrick du 17 mars sont annulés à Dublin[31] et à New York[réf. nécessaire] ;
- Le Concours Eurovision de la chanson 2020, qui devait se tenir du 12 au 16 mai 2020 à Rotterdam est annulé[32].
- Le festival de Cannes 2020 est reporté.
- La 44e édition Printemps de Bourges, qui devait se tenir du 22 au 25 avril 2020 à Bourges est annulé[33].
- Un concert en ligne mondial en soutien à l'Organisation mondiale de la santé est organisé les 18 avril 2020 et 19 avril 2020.
- Le célèbre festival de music rock, metal hellfest est reporté à 2021 et les warm up tour sont repoussés à septembre.

### Salons et expositions
- Art Basel de 2020 à Hong Kong[34] ;
- Le Mobile World Congress de 2020 à Barcelone[35] ;
- Swatch Group Time to Move de 2020 à Zurich[36] ;
- Le Salon international des inventions de Genève de 2020, prévu en mars, est reporté en septembre[37] ;
- Le Salon de l'automobile de Pékin est reporté sans nouvelle date prévue[38] ;
- Le Salon international de l'automobile de Genève 2020 est annulé[39] ;
- Le Salon international du tourisme 2020 de Berlin est annulé[40] ;
- Le Salon mondial de l'horlogerie et de la bijouterie Baselworld 2020 à Bâle est annulé[41] ;
- Livre Paris qui devait se tenir au Paris Expo Porte de Versailles du 20 au 23 mars avec l'Inde comme invité principal, est annulé ;
- Le Salon mondial des composites JEC World qui devait se dérouler au parc des expositions de Paris-Nord Villepinte du 3 au 5 mars a été reporté du 12 au 14 mai[réf. nécessaire] ;
- L'édition 2020 du Marché international des programmes de télévision (MIPTV) est annulée[27] ;
- L'édition 2020 de l'Electronic Entertainment Expo (E3) est annulée[42].
- L'édition 2021 du Salon international de l'agriculture est annulée[43].

## Par pays

### États-Unis
Les conséquences de la pandémie de Covid-19 sur la télévision aux États-Unis sont importantes, comme dans de nombreux autres secteurs d'activités.
Dès mars 2020, avec l'arrivée de la pandémie de Covid-19 aux États-Unis, la grande majorité des productions de télévision sont arrêtées. Les émissions restantes s'effectuent alors à distance, et avec un personnel réduit. De plus, certaines séries ou émissions sont conçues ou modifiées spécialement pour pouvoir être réalisées à distance.
En juin, certaines productions reprennent avoir mis en œuvre des règles de distanciation sociale, des mesures de quarantaine et d'autres protocoles de sécurité sanitaire afin de respecter les règles émises par le gouvernement fédéral des États-Unis, les États, et les dirigeants des chaînes de télévision.